# 赵晓萍
赵晓萍（？—），女，汉族，中华人民共和国政治人物。现任致公党中央组织部部长，全国政协提案委员会委员。第十四届全国政协委员。